# داکسوایلر
داکسوایلر (به آلمانی: Daxweiler) یک شهر در آلمان است که در باد کرویتسناخ واقع شده‌است.